# Wu Yongmei
Wu Yongmei, född 1 januari 1975, är en kinesisk före detta volleybollspelare. Hon blev olympisk silvermedaljör i volleyboll vid sommarspelen 1996 i Atlanta.